# Врублевко
Врублевко (пол. Wróblewko) — село в Польщі, у гміні Ґолимін-Осьродек Цехановського повіту Мазовецького воєводства.
Населення — 434 особи (2011).
У 1975-1998 роках село належало до Цехановського воєводства.

## Демографія
Демографічна структура станом на 31 березня 2011 року:
|          | Загалом | Допрацездатний вік | Працездатний вік | Постпрацездатний вік |
| -------- | ------- | ------------------ | ---------------- | -------------------- |
| Чоловіки | 212     | 42                 | 159              | 11                   |
| Жінки    | 222     | 48                 | 129              | 45                   |
| Разом    | 434     | 90                 | 288              | 56                   |